# Vicente Herrera Zeledón
Pour les articles homonymes, voir Herrera et Zeledón.
Vicente Herrera Zeledón (né le 30 janvier 1821 à San José - mort le 10 novembre 1888 à San José), est un homme d'État, fut le président du Costa Rica du 30 juillet 1876 au 23 septembre 1877.
Il arrive au pouvoir lors du coup d'État qui renverse Aniceto Esquivel et démissionne au profit du général Tomás Guardia Gutiérrez l’année suivante.